# Savatieria coppingeri
Savatieria coppingeri is een slakkensoort uit de familie van de Buccinidae. De wetenschappelijke naam van de soort is voor het eerst geldig gepubliceerd in 1881 door Smith.